# Wereldkampioenschap waterski racing 1981
Het wereldkampioenschap waterski racing 1981 was een door de Union Mondiale de Ski Nautique (UMSN) georganiseerd kampioenschap voor waterskiërs. De 2e editie van het wereldkampioenschap vond plaats in het Italiaanse Lecco, Como en Idroscalo van Milaan. De finale vond plaats op 13 september 1981.

## Uitslagen
| Goud   | Danny Bertels |
| Zilver | Kurt Schoen   |
| Brons  | Byron Whipple |

| Goud   | Elisabeth Hobbs |
| Zilver | Debbie Lester   |
| Brons  | Dawna Bryce     |

1979 ·
1981 ·
1983 ·
1985 ·
1987 ·
1989 ·
1991 ·
1993 ·
1995 ·
1997 ·
1999 ·
2001 ·
2003 ·
2005 ·
2007 ·
2009 ·
2011 ·
2013 ·
2015 ·
2017 ·
2019